# Зеница (град)
Вижте пояснителната страница за други значения на Зеница.
Зе́ница (на босненски: Zenica; на хърватски: Zenica; на сръбски: Зеница) е град в Централна Босна и Херцеговина в състава на Зенишко-добойски кантон от Федерация Босна и Херцеговина.

## География
Разположен е на река Босна, между столицата Сараево, която е на 70 km от града и Баня Лука.
Има население 128 604 души (2004).
Етнически състав
| Етноси  | Население | Процент |
| ------- | --------- | ------- |
| бошняци | 106 508   | 82,8%   |
| хървати | 13 052    | 10,1%   |
| сърби   | 6767      | 5,3%    |
| други   | 2277      | 1,8%    |
| Общо    | 128 604   | 100%    |

## История
Районът е заселен още през Древността. Известен е като Bistua Nova при римляните, наричан е по-късно Билино поле и Брод. С днешното си име е от 20 март 1436 г.
- Изглед
- Центърът на града
- Крепостта Врандук

## Личности
- Данис Танович, режисьор (р. 1969)
- Деян Ловрен, футболист (р. 1989)
- Цветелина Грахич, певица (р. 1991)
- Амел Тука, лекоатлет (р. 1991)
- Бруно Акрапович, футболен треньор (р. 1967)